# Benicio del Toro
Benicio Monserrate Rafael del Toro Sánchez (San Juan, 19 de fevereiro de 1967) é um ator e produtor porto-riquenho. Foi o segundo actor de Porto Rico a conquistar um Oscar da Academia de Artes e Ciências Cinematográficas de Hollywood, após Rita Moreno.
Conquistou este prémio na categoria de Melhor Ator (coadjuvante/secundário), pelo filme Traffic, em 2001, pelo qual também recebeu o Golden Globe Award para Melhor Ator (coadjuvante/secundário) em cinema e o SAG Award para Melhor Ator (principal) em cinema daquele ano.
Ganhou o prémio de interpretação masculina no Festival de Cannes e o Goya 2009 para o melhor actor principal pelo seu papel de Ernesto Guevara no filme Che.

## Filmografia
- 1988 - Big Top Pee-wee
- 1989 - Licence to Kill
- 1991 - The Indian Runner
- 1992 - Christopher Columbus: The Discovery
- 1993 - Sem Medo de Viver
- 1993 - Money for Nothing
- 1993 - Huevos de Oro
- 1994 - Swimming with Sharks
- 1994 - China Moon
- 1995 - The Usual Suspects
- 1995 - Submission
- 1996 - Basquiat
- 1996 - Joyride
- 1996 - Cannes Man
- 1996 - The Fan
- 1996 - The Funeral
- 1997 - Excess Baggage
- 1998 - Fear and Loathing in Las Vegas
- 2000 - Snatch
- 2000 - The Way of the Gun
- 2000 - Traffic
- 2000 - Bread and Roses
- 2001 - The Pledge
- 2003 - 21 Grams
- 2003 - The Hunted
- 2005 - Sin City
- 2007 - Things We Lost in the Fire
- 2008 - Che
- 2010 - The Wolfman
- 2010 - Somewhere
- 2012 - Selvagens
- 2013 - Thor: The Dark World
- 2013 - Jimmy P: Psychotherapy of a Plains Indian
- 2014 - Guardians of the Galaxy[3]
- 2014 - Escobar: Paraíso Perdido
- 2015 - Sicario
- 2015 - Un Dia Perfecto
- 2015 - Le Petit Prince
- 2017 - Star Wars: The Last Jedi
- 2018 - Avengers: Infinity War
- 2018 - Sicario: Day of the Soldado
- 2019 - Dora e a Cidade Perdida
- 2021 - No Sudden Move
- 2021 - The French Dispatch
- 2023 - Reptile

## Prêmios
- Goya para o Melhor Ator Principal em Che (2009).
- Prêmio do Festival de Cannes para melhor interpretação masculina em Che (2008).
- Indicado duas vezes ao Oscar de Melhor Ator Coadjuvante por Traffic (2000) e 21 Gramas (2003); venceu por Traffic.
- Ganhou o Globo de Ouro de Melhor Ator coadjuvante, por Traffic (2000).
- Ganhou dois SAG Awards nas categorias de Melhor Ator Principal e Melhor Elenco em Cinema, em 2001, ambos por Traffic.
- Indicado ao SAG de Melhor Ator Coadjuvante, em 2004, por 21 Gramas
- Recebeu indicação ao BAFTA de Melhor Ator por 21 Gramas (2003).
- Ganhou o BAFTA de Melhor Ator Coadjuvante por Traffic (2000).
- Ganhou dois prêmios no Independent Spirit Awards, na categoria de Melhor Ator Coadjuvante, por The Usual Suspects (1995) e Basquiat - Traços de uma Vida (1996).
- Ganhou o Urso de Prata na categoria de Melhor Ator no Festival de Berlim, por Traffic" (2000).
- Ganhou, em 2002, o Tributo à Visão do Cinema Independente, concedido pelo Sundance Film Festival.
- Indicado ao Emmy Awards, em 2019, na categoria de Melhor Ator em Minissérie ou Telefilme por Escape at Dannemora

Fonte da seção: